# O Il Jŏng
O Il Jŏng, również O Il Jong (kor. 오일정, ur. 1954) – północnokoreański polityk i trzygwiazdkowy generał (kor. 상장) Koreańskiej Armii Ludowej. Ze względu na przynależność do najważniejszych gremiów politycznych Korei Północnej, uznawany za członka ścisłej elity władzy KRLD.

## Kariera
O Il Jŏng urodził się w 1954. Absolwent ekonomii na Uniwersytecie im. Kim Ir Sena oraz Akademii Wojskowej im. Kim Ir Sena (Akademię ukończył dopiero w latach 90.). Jest synem O Jin U, zmarłego w 1995 ministra sił zbrojnych KRLD, który przez lata był jednym z najbliższych współpracowników Kim Ir Sena i jedną z najważniejszych postaci systemu politycznego Korei Północnej.
W latach 80. XX wieku O Il Jŏng pracował w dyplomacji, był attaché wojskowym ambasady KRLD w Egipcie. Następnie, od 1985 pracował w państwowym przedsiębiorstwie handlu zagranicznego. W 1989 został dowódcą pułku, a następnie brygady. Nominację generalską na stopień generała-majora (kor. 소장) otrzymał w kwietniu 1992. Od listopada 1994 dowódca 26. dywizji w 4. Korpusie Koreańskiej Armii Ludowej.
Podczas 3. Konferencji Partii Pracy Korei 28 września 2010 został mianowany dyrektorem Wydziału Wojskowego Komitetu Centralnego PPK (poprzednik: Kim Sŏng Gyu), otrzymał awans na dwugwiazdkowego generała-majora (kor. 중장), a także po raz pierwszy zasiadł w samym Komitecie Centralnym. W kwietniu 2011 awansowany na stopień generała-pułkownika.
Po śmierci Kim Dzong Ila w grudniu 2011, O Il Jŏng znalazł się na wysokim, 40. miejscu w 233-osobowym Komitecie Żałobnym. Świadczyło to o formalnej i faktycznej przynależności O Il Jŏnga do grona ścisłego kierownictwa politycznego Koreańskiej Republiki Ludowo-Demokratycznej. Według specjalistów, miejsca na listach tego typu określały rangę polityka w hierarchii aparatu władzy.